# Glenn Lyse
Glenn Roger Lyse, född 4 april 1974 i Stavanger, är en norsk sångare och norsk Idol 2007 vinnare.

## Diskografi

### Solo
Album
- 2008 – Come Closer

Singlar
- 2007 – "Days Go By"

### Med Stavangerkameratene
Album
- 2017 – Stavangerkameratene
- 2018 – Ein for alle

Singlar
- 2016 – "Vekk meg opp"
- 2016 – "Bare så du vett det"
- 2016 – "Bare du"
- 2017 – "Nettet"
- 2017 – "Vil du shalala"
- 2017 – "Forelska meg i deg igjen"
- 2017 – "Eg vett at du såg meg"
- 2018 – "Det e'kje någe å tenka på"
- 2018 – "Har du lyst, har du lov"
- 2018 – "Sånn é det bare"
- 2018 – "Pengane"

### Med Aunt Mary
Album
- 2016 – New Dawn

Singlar
- 2016 – "Slave Parade"